# نیوپرت (نیوهمپشایر)
نیوپرت (به انگلیسی: Newport) شهری در ایالت نیوهمپشایر کشور ایالات متحده آمریکا است که جمعیت آن در سرشماری سال ۲۰۱۰ میلادی، ۴٬۷۶۹ نفر بوده‌است.

## نگارخانه

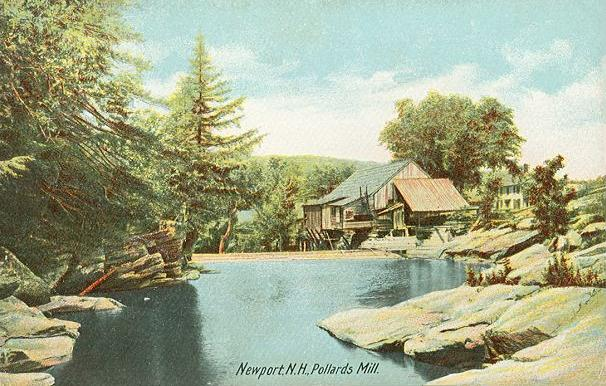
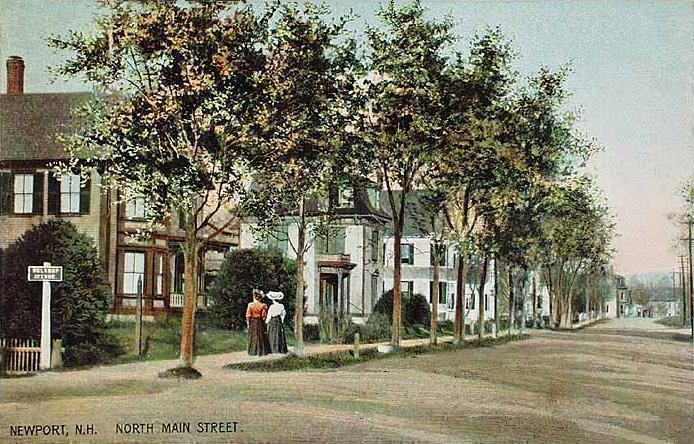
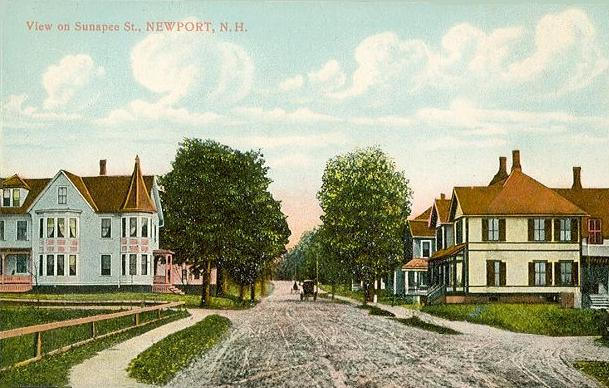
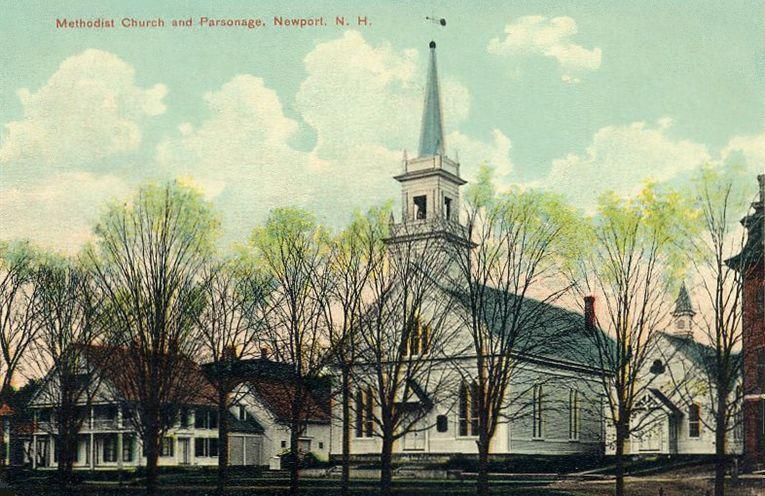